# Maria Amalia của Ba Lan
Maria Amalia của Ba Lan hay Maria Amalie của Sachsen (Maria Amalia Christina Franziska Xaveria Flora Walburga; 24 tháng 11 năm 1724 – 27 tháng 9 năm 1760) là Vương hậu Tây Ban Nha với tư cách là vợ của Carlos III của Tây Ban Nha. Trước đó, Maria Amalia cũng là Vương hậu Napoli và Sicilia kể từ khi kết hôn với Carlos vào ngày 19 tháng 6 năm 1738.